# Belfu Benian
Belfu Benian (* in Istanbul) ist eine türkische Schauspielerin.

## Leben und Karriere
Belfu Benian wurde in Istanbul geboren. Sie besuchte die Grundschul- und Sekundarschule in Istanbul. Danach studierte sie an der Mimar Sinan Üniversitesi. Ihr Debüt gab sie 2018 in der Fernsehserie Sen Anlat Karadeniz. Im selben Jahr spielte Benian in dem Theaterstück Cadı Kazanı mit. Anschließend bekam Benian 2022 in dem Netflixfilm Yolun Açık Olsun die Hauptrolle.

## Filmografie (Auswahl)
- 2018–2019: Sen Anlat Karadeniz (Fernsehserie, 64 Episoden)
- 2022: Yolun Açık Olsun (Film)

## Theater
- 2018: Cadı Kazanı